# Ma Long
Det här är en artikel om en person med kinesiskt personnamn; Ma är familjenamnet.
Ma Long (kinesiska: 马龙; pinyin: Mǎ Lóng), född den 20 oktober 1988 i Anshan, Kina, är en kinesisk bordtennisspelare som vunnit såväl VM som OS i både herrsingel och i lagtävling.
Ma Long har även uppnått dubbel grand slam vilket har lett till att han blivit den bästa pingisspelaren genom tiderna.

## Karriär
Ma tog OS-guld i herrlagstävlingen vid olympiska sommarspelen 2012 i London.
Vid världsmästerskapen i bordtennis 2016 i Kuala Lumpur tog han VM-guld med det kinesiska landslaget. Han tog guldmedaljer i både lagturneringen och singel vid de olympiska bordtennistävlingarna 2016 i Rio de Janeiro. Totalt har han vunnit sex OS-guld, två i singel och fyra i lag.